# Bruce (Dakota du Sud)
Pour les articles homonymes, voir Bruce.
Bruce est une ville américaine située dans le comté de Brookings, dans l'État du Dakota du Sud. Selon le recensement de 2010, elle compte 204 habitants. La municipalité s'étend sur 0,38 mille carré (0,98 km2).
La ville est fondée sous le nom de Lie (« mensonge » en anglais). Elle est renommée en 1883 en l'honneur du fils d'un dirigeant du North Western Railroad.

## Démographie
| 1910 | 1920 | 1930 | 1940 | 1950 | 1960 |
| ---- | ---- | ---- | ---- | ---- | ---- |
| 262  | 342  | 371  | 394  | 305  | 272  |

| 1970 | 1980 | 1990 | 2000 | 2010 | - |
| ---- | ---- | ---- | ---- | ---- | - |
| 217  | 254  | 235  | 272  | 204  | - |